# Марци (лунный кратер)
Кратер Марци (лат. Marci), не путать с кратером Марция на Весте, — небольшой ударный кратер в северном полушарии обратной стороны Луны. Название присвоено в честь чешского механика и оптика Яна Марека Марци (1595—1667) и утверждено Международным астрономическим союзом в 1970 г.

## Описание кратера

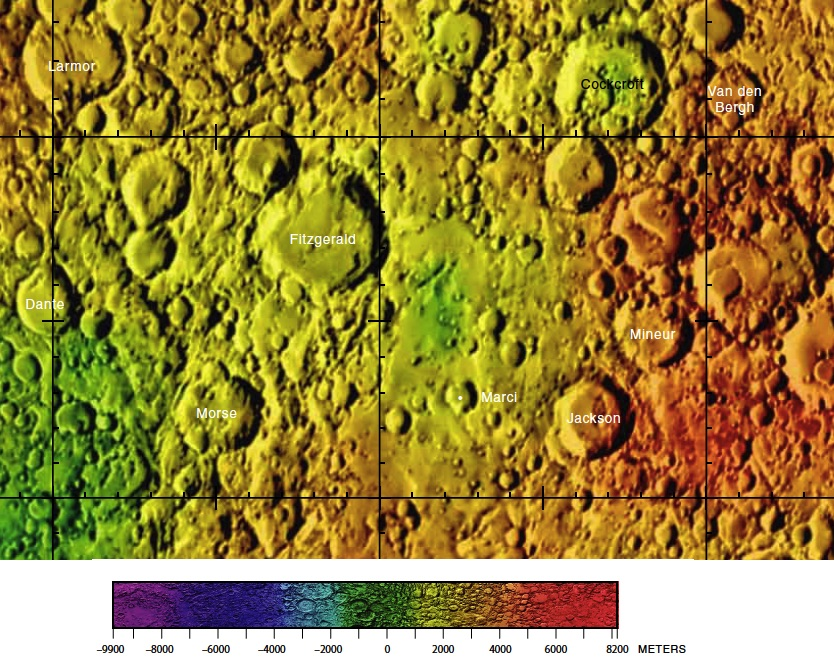
Окрестности кратера Марци. Фрагмент карты обратной стороны Луны.

Ближайшими соседями кратера Марци являются кратер Морзе на западе; кратер Фицджеральд на северо-западе; кратер Джексон на востоке и кратер Мак-Мас на юге-юго-востоке. Селенографические координаты центра кратера 22°14′ с. ш. 167°34′ з. д. / 22,23° с. ш. 167,57° з. д., диаметр 24,5 км, глубина 1,9 км.
Кратер Марци имеет полигональную форму и практически не затронут разрушением. Вал несколько сглажен, по северо-восточной части вала проходит понижение. Внутренний склон гладкий. Высота вала над окружающей местностью достигает 850 м, объем кратера составляет приблизительно 400 км³. Дно чаши ровное, без приметных структур. На севере от кратера Марци расположена тонкая цепочка кратеров длиной свыше 100 км и состоящая из более сотни мелких кратеров, являющаяся радиальной по отношению к кратеру Джексон.

## Сателлитные кратеры

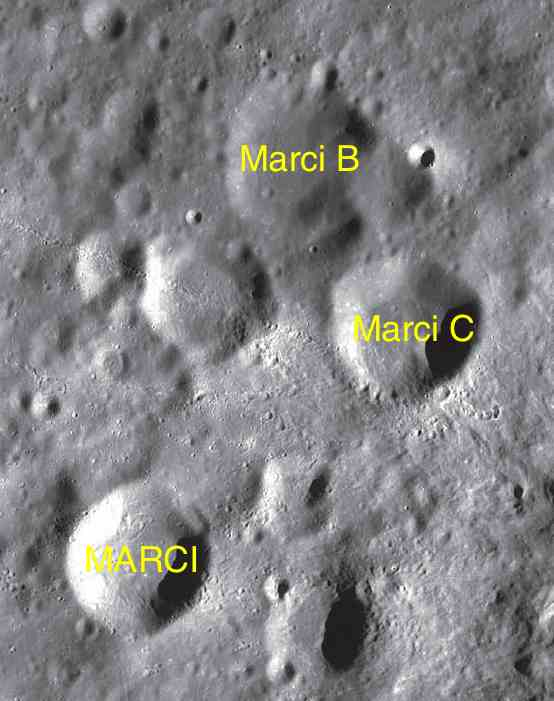
Фрагмент карты LAC-51.

| Марци | Координаты                                              | Диаметр, км |
| ----- | ------------------------------------------------------- | ----------- |
| B     | 24°31′ с. ш. 166°44′ з. д. / 24,51° с. ш. 166,74° з. д. | 28,1        |
| C     | 23°38′ с. ш. 166°02′ з. д. / 23,63° с. ш. 166,04° з. д. | 25,2        |

## См.также
- Список кратеров на Луне
- Лунный кратер
- Морфологический каталог кратеров Луны
- Планетная номенклатура
- Селенография
- Минералогия Луны
- Геология Луны
- Поздняя тяжёлая бомбардировка